# 潮州大地震
潮州大地震，即1067年潮州地震，是北宋治平四年农历九月廿七（公元1067年11月6日）发生于广南东路（现广东省）潮州一带的大地震，震中位于北纬23.6度，东经116.5度，震级6.5级，震中烈度为Ⅸ； 也有研究认为震中位于北纬23.4度，东经116.8度，震级为6.8级或震中位于北纬23.4度，东经117.4度，震级为7.3级。
地震在广南东路东部和福建路南部造成严重破坏，除潮州外，漳州、泉州、建州、邵武军、兴化军等处皆有震感。潮州海阳县、潮阳县两县坼裂泉涌，两县寺观居舍屋并本州楼阁营房等倒塌，士民、军兵、僧道死者甚众。
地震还引起一系列余震，比较强烈的有：农历十月初一（11月10日）的漳州地震（震级5.5级）。
地震使得潮州的一些沼泽地区抬起成为高地，现潮州市潮安县浮洋镇的“浮洋”和凤塘镇浮岗村的“浮岗”因此得名。